# Michel de Bourges
Louis-Chrysostome Michel detto Michel de Bourges (Pourrières, 1797 – Montpellier, 1853) è stato un avvocato e politico francese.

## Biografia
Divenuto avvocato nel 1826, si trasferisce a Bourges, dove è stato subito notato per le sue qualità professionali, le sue capacità oratorie e le sue convinzioni repubblicane. Il suo nome si è rapidamente mescolato con i processi politici relativi alla monarchia di Luglio. Nel 1837 fu eletto deputato di Niort; venne poi rieletto durante la Seconda Repubblica nel 1849, sedendosi sui banchi della Montagna.
Dopo la manifestazione del 15 maggio 1848, è stato uno degli avvocati degli imputati al Tribunale di Bourges (marzo-aprile 1849) e dei responsabili della giornata del 13 giugno 1849 presso l'Alta Corte di Giustizia di Versailles (ottobre-novembre 1849). Politicamente, il nome di Michel de Bourges è legato al famoso discorso pronunciato davanti all'Assemblea nazionale il 17 novembre 1851, nel quale respinse l'idea di un possibile colpo di Stato da parte del Presidente della Repubblica Luigi Napoleone Bonaparte, rassicurando i deputati sostenendo che erano protetti da una "sentinella invisibile", il popolo.
Quando, due settimane dopo, ci fu il colpo di Stato del 2 dicembre 1851, si ritirò a Montpellier, dove morì meno di due anni più tardi. Venne sepolto nel cimitero dei Cappuccini, a Bourges.
Nella storia della letteratura, Michel de Bourges è conosciuto per essere stato, dal 1835 al 1837, l'amante di George Sand, della quale difese gli interessi come avvocato.